# Herveu de Bourg-Dieu
Herveu de Bourg-Dieu (em francês: Hervé; em latim: Herveus Burgidolensis; Le Mans c. 1080 – 1150 (70 anos) em Déols) foi um exegeta cristão francês conhecido principalmente por seu Comentários sobre o Profeta Isaías (Commentarii in Isaiam prophetam), um comentário sobre o Livro de Isaías.